# Иоанн (Захариу)
Митрополи́т Иоа́нн Захари́у (греч. Μητροπολίτης Ιωάννης Ζαχαρίου; 27 июля 1954, Пирей — 2 октября 2000, Йоханнесбург) — епископ Александрийской православной церкви, митрополит Йоханнесбургский и Преторийский.

## Биография
Окончил Богословский факультет Афинского университета.
С 1975 по 1985 годы был монахом в Монастыре святой Екатерины на Горе Синай.
Перешёл в клир Александрийского Патриархата, где в 1986 году был рукоположён в сан диакона и пресвитера.
Служил на приходах в Каире и являлся секретарём Патриаршей эпитропии в Каире (Πατριαρχικής Επιτροπείας Καίρου).
В марте 1997 года на первой после интронизации Патриарха Петра VII сессии Священного Синода был избран титулярным епископом Нитрийским, викарием Патриарха Александрийского и всей Африки, и назначен Патриаршим эпитропом в Каире.
16 марта 1997 года был хиротонисан в титулярного епископа Нитрийского. Хиротонию возглавил Патриарх Пётр VII.
23 сентября 1997 года назначен митрополитом Зимбабвийским.
13 января 1998 года на внеочередной сессии Священного Синода избран митрополитом Йоханнесбургским и Преторийским.
Скончался 2 октября 2000 года после нескольких месяцев борьбы с болезнью. 6 октября в кафедральном соборе Святых Константина и Елены в Йоханнесбурге состоялось отпевание почившего иерарха, которое возглавил митрополит Кейптаунский Сергий (Киккотис). Похоронен в Греции.